# HMS Draken (1960)
Pour les autres navires du même nom, voir HMS Draken.
Le HMS Draken (en suédois : dragon) est le navire de tête de la classe Draken de sous-marins de la marine royale suédoise.

## Construction et carrière
Le navire a été commandé à Kockums Mekaniska Verkstad AB à Malmö et sa quille a été posée en 1957. Le navire a été lancé le 1er avril 1960 et mis en service le 4 avril 1962. Il est devenu le premier sous-marin suédois (mais le seul de sa classe) à être équipé d’une coque recouverte de caoutchouc pour réduire la surface de détection active par sonar.
Il a été désarmé le 1er juillet 1982 et ferraillé à Landskrona en 1983.

## Galerie

HMS Draken
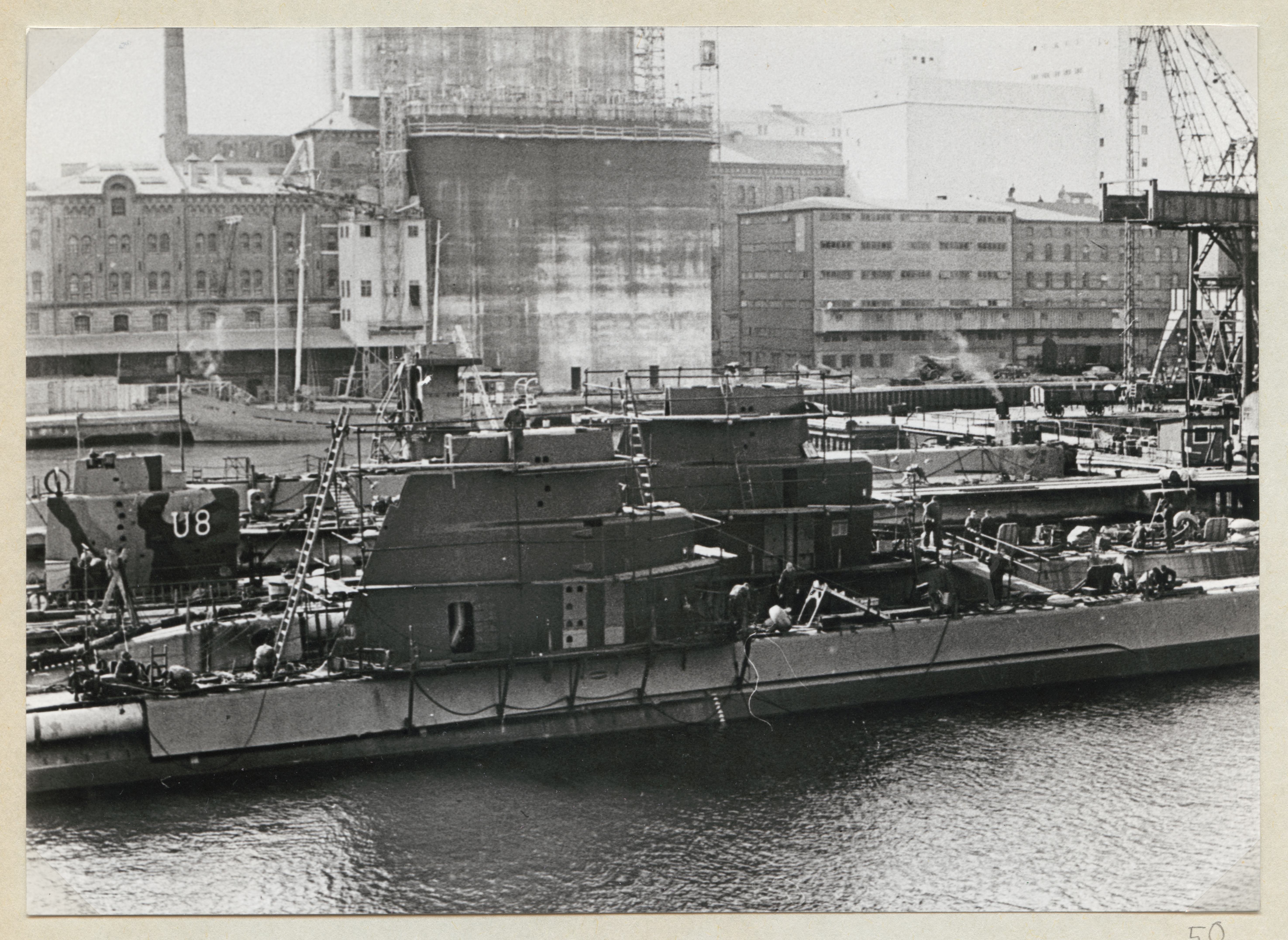
Les HMS Draken, Vargen, Nordkaparen et U8 en avril 1961.